# Hans von Ahlfen
Hans Barsmick Heinrich von Ahlfen (20. února 1897 – 11. září 1966) byl německý ženijní důstojník Wehrmachtu v hodnosti generálmajora za druhé světové války. Nejznámější je díky svému působení jako vojenský velitel slezského města Vratislav během bojů o toto město (bitva o Vratislav) v zimě roku 1945.

## První světová válka
Hans von Ahlfen se narodil roku 1897 v Berlíně. Po dokončení základního vzdělaní absolvoval vojenskou akademii, po jejímž dokončení vstoupil v srpnu roku 1914 do armády v čekatelské hodnosti hodnosti Fahnenjunker a následně byl zařazen ke 2. ženijnímu záložnímu praporu (Pionier-Ersatz-Bataillon Nr. 2), kde měl podstoupit základní vojenský výcvik. Po dokončení výcviku byl von Ahlfen ke konci října téhož roku převelen ke 2. rotě ze svého praporu a poté odvelen na frontu, kde byl později lehce raněn. Mezitím byl ke konci ledna roku 1915 povýšen do hodnosti praporčíka (Fähnrich) a následně o necelé dva měsíce později i do hodnosti poručíka (Leutnant).
Následně až do konce února roku 1918 sloužil jako pobočník vyšších velitelů různých vojenských ženijních jednotek. Poté byl jmenován velitelem čety u 3. roty od 2. ženijnímu praporu (Pionier-Batallion 2), který byl podřízen přímo II. armádnímu sboru generála Alexandera von Linsingen. Během působení u této jednotek zároveň absolvoval poručík von Ahlfen třítýdenní výcvik obsluhy těžkých kulometů u 4. praporu myslivců (Jäger-Battalion Nr. 4).
Jeho posledním služebním postem v období války se mu stalo velení obrněného vlaku spadajícího pod divizi "Baltské moře" generála Rüdigera von der Goltz. S divizí se poručík von Ahlfen účastnil finské občanské války.
Služba v první světové válce mu pomohla získat oba dva stupně pruského železného kříže a Rakousko-Uherský vojenský záslužný kříž III. třídy s válečnou ozdobou.

## Meziválečné období
Po skončení války a následné nucené demobilizaci zůstal mladý poručík von Ahlfen i nadále v armádě a ke konci února roku 1919 byl jmenován velitelem obrněného vlaku č. 21 (Panzerzug Nr. 21), který se nacházel v oblasti Schneidemühl (dnešní Piła) na západě Polska.
V polovině května roku 1920 byl však převelen ke 4. rotě od 2. ženijnímu praporu, který spadal pod 2. brigádu Reichswehru umístěnou ve Štětíně pod velením generálporučíka Ericha Webera Paschi. Ovšem zde strávil necelý týden a opět byl odvelen, aby převzal velení na jiným obrněným vlakem.
K počátku září stejného roku se však poručík von Ahlfen vrátil zpět k 2. ženijnímu praporu a byl jmenován velitelem speciální osvětlovací čety. Mezitím byla jeho brigáda rozšířena na 2. divizi. Poručík von Ahlfen následně absolvoval několik výcvikových kurzů, včetně speciálního ženijního kurzu stavby mostů a překlenovacích mostů.
K 1. říjnu roku 1921 byl von Ahlfen odvelen do bavorského Mnichova, aby zde podstoupil speciální výcvik pro pěší vojsko na místní pěchotní škole. Výcvik dokončil ke konci března následujícího roku a následně byl odvelen zpět ke své 2. divizi, avšak nyní byl přiřazen ke 2. dělostřeleckému pluku. V říjnu byl však převelen zpět ke 2. ženijnímu praporu, kde byl jmenován do funkce pobočníka velitele praporu.
Na začátku října roku 1923 byl von Ahlfen převelen ke 5. jízdnímu pluku od 1. jízdní divize pod velením generálmajora Walthera von Jagow a následně absolvoval rozšířený velitelský kurz se štábem 2. divize,který dokončil k 1. říjnu roku 1925. Zároveň byl mezitím v červenci téhož roku povýšen do hodnosti Oberleutnant (nadporučík). Na podzim roku 1925 se opět vrátil ke svému domovskému 2. ženijnímu praporu a zůstal zde až do konce roku 1928, kdy byl od praporu nadobro převelen, a to k vyššímu ženijnímu velitelství (Höherer Pionier Kommando) spadající přímo pod štáb 1. skupinového velitelství (Gruppenkommando 1) generála Ericha von Tschischwitz. Na této pozici zůstal nadporučík von Ahlfen až do konce ledna roku 1932. Mezitím byl k počátku března roku 1931 povýšen do hodnosti kapitána (Hauptmann).
Počátkem února 1932 následně nastoupil měsíční pokročilý technický kurz na armádní ženijní škole, po jeho dokončení se vrátil zpět do štábu 1. skupinového velitelství. K počátku října téhož roku byl přeřazen k 5. ženijnímu praporu (Pionier-Batallion Nr. 5) od 5. divize generálporučíka Curta Liebmanna.

## Povýšení & Vyznamenání

### Data povýšení
- Fahnenjunker-Kriegsfreiwilliger - 17. srpen, 1914
- Fahnenjunker-Gefreiter - 13. říjen, 1914
- Fahnenjunker-Unteroffizier - 13. listopad, 1914
- Fähnrich - 27. leden, 1915
- Leutnant - 22. březen, 1915
- Oberleutnant - 31. červenec, 1925
- Hauptmann - 1. březen, 1931
- Major - 1. leden, 1936
- Oberstleutnant - 1. březen, 1939
- Oberst - 1. únor, 1942
- Generalmajor - 30. leden, 1945

### Válečná vyznamenání
- Spona k pruskému železnému kříži I. třídy
- Spona k pruskému železnému kříži II. třídy
- Pruský železný kříž I. třídy - (První světová válka)
- Pruský železný kříž II. třídy - (První světová válka)
- Rakousko-Uherský vojenský záslužný kříž III. třídy s válečnou ozdobou - (První světová válka)
- Odznak za zranění v černém - (První světová válka)
- Královský rumunský řád Michala Vítěze III. třídy
- Medaile za východní frontu
- Válečný záslužný kříž I. třídy s meči
- Válečný záslužný kříž II. třídy s meči
- Kříž cti s meči
- |  |  |  Služební vyznamenání Wehrmachtu od IV. do I. třídy